# Trzcinica Wielkopolska
Trzcinica Wielkopolska – stacja kolejowa w miejscowości Trzcinica, w województwie wielkopolskim, w powiecie kępińskim, w gminie Trzcinica, w Polsce.
| Trzcinica Wielkopolska                    |  |                                   |
| Linia nr 307 Namysłów - Kępno (25,643 km) |  |                                   |
| Buczekodległość: 4,219 km                 |  | Laski-Smardze odległość: 3,008 km |